# 黃慧文
黃慧文 MPP（1971年—），加拿大政治人物，2022年起以安大略新民主黨黨員身份任職安大略省議會多倫多中選區議員。在此之前她曾活躍於多倫多市級政治，2010年-22年間出任多倫多市議會議員，代表該市的多倫多中選區（第13號市選區；2018年市選前為第27號市選區）。

## 早年生活和事業
黃慧文生於香港，為家中三名女兒的長女，一家信奉佛教。1975年舉家遷居加拿大，落戶多倫多的麗晶園社區，母親在製衣廠工作，父親則在蒙特婁的伊利沙伯女王酒店任職廚師，每周末回多倫多與家人團聚。她16歲向家人出櫃後與父母關係破裂，寄居友人住所和庇護所，往後年間逐漸與父母和解。
她從河谷高中畢業後先到約克大學主修東亞研究學，期間在兩間庇護所工作，並為同性戀青年外展項目擔當義工。她其後轉到多倫多大學修讀，但沒有完成學位。輟學後她熱衷於女權主義，在其英文姓名中加上母親的譚姓。她也積極參與LGBTQ和亞裔社區活動，成為多倫多男女同性戀青年組織的共同協調員，曾任平權會多倫多分會會長，並參與成立亞裔加拿大人支持婚姻平權組織。
她取得地產經紀牌照後加入科威房產，兩年後勝任其多倫多市中心辦事處經理，再於2000年購入位於多倫多同志村的蒂莫西咖啡館特許經營分店。此後她有感多倫多同志村需成立商業促進會以確立當地形象並對外推廣；經歷兩年拉攏當地商戶支持，教堂街夾韋斯里商業促進區終在2002年成立，她亦出任創會成員。她其後出售咖啡店，2004年起在市内營運畫廊，後獲邀加入時任多倫多市長苗大衛成立的經濟競爭力顧問委員會。

## 從政
2008年，時任多倫多市議員羅柏特·福特在市議會一場有關允許商戶在節假日營業的辯論中發言，指「東方人如狗般工作」和「東方人，他們正在慢慢接管」。黃慧文有感這番言論充斥族群刻板印象並具有排外性質，遂要求福特致歉，並率領亞裔示威者到多倫多市政廳請願。此後黃慧文漸生競選公職的念頭，並於2010年多倫多市選中競逐多倫多中—玫瑰谷選區（第27號市選區）的市議員席位，獲得多倫多與約克勞工議會和第20區市議員魏德方等組織和個人支持。黃慧文最終僅以400多票之差險勝得票第二高的鄭永強（Ken Chan），首度晉身市議會。
福特在該屆市選改為競逐市長並當選，黃慧文選後表示期待與他合作。福特就任市長後兌現競選承諾，取消由市府徵收的車輛登記税，獲得黃慧文支持，但她其後表示後悔支持該項動議。她在首屆市議員任期中與央街沿線商戶和業主，以及懷雅遜大學和市中心央街商業促進會共同研制重振央街藍圖，期望透過擴闊行人路和吸引高質零售商店等舉措，提升介乎登打士街和芝蘭街（Gerrard Street）之間一段央街的吸引力。她又與市議員迪貝雷梅（Glenn De Baeremaeker）聯手提出動議，禁止在市内販賣和藏有魚翅，2011年10月獲市議會通過。她於2014年市選中以62%得票率連任第27區市議員。
2018年市選前，多倫多原計劃將市議會議席數目從44席增至47席，但安大略進步保守黨籍省長道格·福特領導下的省政府則通過縮小市議會規模，議席數目減至25席。黃慧文強烈批評此舉，指權力集中不會提升政府質素，又謂此舉侵蝕民主進程。黃慧文最終在該屆市選競逐重新劃分的多倫多中選區（第13號市選區）市議會議席，並大幅拋離得票第二的前安省內閣廳長史振民，以過半得票連任市議員。她於2019年表示市議員總數雖然縮減，但每個市選區的面積相應擴大，增添每名市議員的工作量，並需增聘工作人員服務選區，因此市府最終節省的金額相對整體預算微不足道。
2020年冠狀病毒疫情期間，黃慧文曾建議市府將市中心一段央街改為行人專用區，以便民眾保持人身距離。
2022年4月8日，她宣布將於同年省選中代表安大略新民主黨競逐省議會多倫多中選區議席，並於同年5月4日卸任市議員職務。她於6月省選中贏取1萬5千多票，當選多倫多中選區省議員，在該屆省議會中任職官方反對黨2SLGBTQ+事務和律政評議員。